# Павлова, Ирина Васильевна (кинокритик)
Ири́на Васи́льевна Па́влова (род. 5 июня 1954 года, Свердловск) — российский киновед, кинокритик, сценарист.

## Биография
Ирина Павлова родилась 5 июня 1954 года в Свердловске. В 1976 году окончила театроведческий факультет ЛГИТМиКа (мастерская Н. А. Рабинянц), в 1983 году — аспирантуру Всесоюзного НИИ искусствознания в Москве, кандидат искусствоведения.
Ирина Павлова является автором свыше 600 статей по вопросам истории и теории кино, современного кинематографа, актёрского мастерства, телевидения и театра в различных периодических изданиях в СССР, России и за рубежом. Преподавала историю кино и телевидения в различных учебных заведениях:
- 1995 — профессор факультета кино и телевидения Калифорнийского университета в Беркли, Сан-Франциско, США
- 1995—2000 — доцент Санкт-Петербургского Государственного Университета
- 1995—1999 — доцент Санкт-Петербургского государственного института кино и телевидения
- 1999—2002 — доцент Санкт-Петербургской государственной академии театрального искусства

Член редколлегии и автор «Новейшего кинословаря» (1997—2001).
Член ФИПРЕССИ — Международной ассоциации кинопрессы с 1995 года. Была членом жюри ФИПРЕССИ ряда кинофестивалей: в Оберхаузене (1990), в Карловых Варах (1996), в Москве (1997), в Берлине (1998), фестиваля «Кинотавр» (1999), в Лондоне (2001).
В разное время Ирина Павлова вела авторские телепередачи, касающиеся вопросов культуры вообще, кино — в частности. К ним относятся «Кино и время», «Для тех, кто любит кино», «Киносалон», «Nota bene».
Член Союза Кинематографистов СССР (1985—1991), с 1991 — член Союза кинематографистов России. В 1994—1999 годах была членом правления Союза кинематографистов.
Ирина Павлова с 1996 года руководит пресс-центром и является арт-директором Всероссийского кинофестиваля «Виват кино России!»
С 2002 года является художественным руководителем Российских программ Московского международного кинофестиваля.
С 2015 года является учёным секретарём Государственного центрального музея кино.
Муж — Юрий Павлов (1950—2016), кинорежиссёр.

## Награды
- Лауреат ежегодных премий критики Союза кинематографистов СССР (1983, 1984, 1987)
- 1998 — Премия Гильдии киноведов и кинокритиков России «Белый слон» в категории «Теория и история кино» (за концепцию и составление книги «Аранович»)

## Книги
- Ирина Павлова. Олег Борисов. — М.: Союз кинематографистов СССР, Всесоюзное бюро пропаганды киноискусства, 1989. — 50 с.
- Ирина Павлова. Профессия — режиссёр. — 1991.
- «Ленфильм»: новое поколение / Сост. И. В. Павлова. — 1986.
- Телевидение и мы / Сост. И. В. Павлова. — 1990.
- Аранович / Сост. И. Павлова, Ю. Павлов. — СПб.: Студия «Панорама», 1998.

## Сценарии фильмов
- 2010 — Катино счастье (идея и сюжет)
- 2011 — Семейный детектив 
  - Панагия (1-я серия)
  - Федеральный судья (5-я серия)
- 2013 — Возраст любви
- 2014 — Отпуск летом
- 2015 — По секрету всему свету
- 2017 — Это была всего лишь шутка